# Pilar Santiago
Pilar Santiago Bilbao (Barruelo de Santullán, Palencia, 1914-Barcelona, 1998) fue una maestra española, militante del Partido Obrero de Unificación Marxista (POUM) exiliada en México.

## Trayectoria
Era hija de un trabajador de ferrocarriles, que en 1916 fue trasladado a Barcelona y fijó su residencia en el barrio de Sant Andreu. Frecuentó el Ateneo Obrero de Sant Andreu e ingresó en la Escola Normal de Mestres (Escuela Normal de Maestras) en 1929, consiguiendo el título en 1933. Empezó a trabajar en el Ateneo donde se había educado, e inició la militancia en el Bloque Obrero y Campesino, formando parte de la sección femenina. Militó sindicalmente en la Federación de Trabajadores de la Enseñanza (FETE-UGT) e ingresó en el POUM en 1933. Allí conoció a Joan Hervàs (también maestro y militante del POUM). Elegida miembro del Comité Central de la Juventud del POUM, desarrolló una intensa actividad de propagandista junto a Andreu Nin y Wilebaldo Solano. Formó parte también del Secretariado femenino del POUM.  Allí trabajó junto a Teresa Andrade.  Al estallar la guerra, colaboró en Emancipación, la revista del Secretariado Femenino del POUM, participando en mítines de propaganda política. También fue encargada del reparto del periódico clandestino La Batalla.
Tras el asesinato de Joan Hervàs en el frente de Aragón, en marzo de 1938, en plena represión contra el POUM, fue detenida y tras pasar por varias checas ingresó en la prisión de Les Corts de Barcelona hasta el 13 de agosto, fecha en la que fue liberada. Marchó a Lyon, donde ejerció de maestra en una escuela infantil. A partir de 1939 residió en París donde se relacionó con el Partido Socialista Obrero y Campesino (PSOP) francés.
En 1942  se casó con Rafael Trueta y juntos marcharon a México, llegando a bordo del buque Nyassa, en mayo de 1942, al puerto de Veracruz con su hija Helena. Allí el matrimonio montó un taller de confección de muñecas y bolsas de tela, que le permitió a él abrir consulta y ejercer la medicina.  Ella, por su parte, estudió la carrera de bibliotecaria y archivística y luego Historia en la Escuela Normal Superior de México. Tras obtener el título en 1948, trabajó por la mañana en el Colegio Madrid hasta su jubilación el año 1984 y por la tarde en la escuela estatal «Los Niños Héroes» hasta 1982.A partir de 1984 viajó frecuentemente a Barcelona, donde murió en 1998.

## Asociación Las mujeres del 36

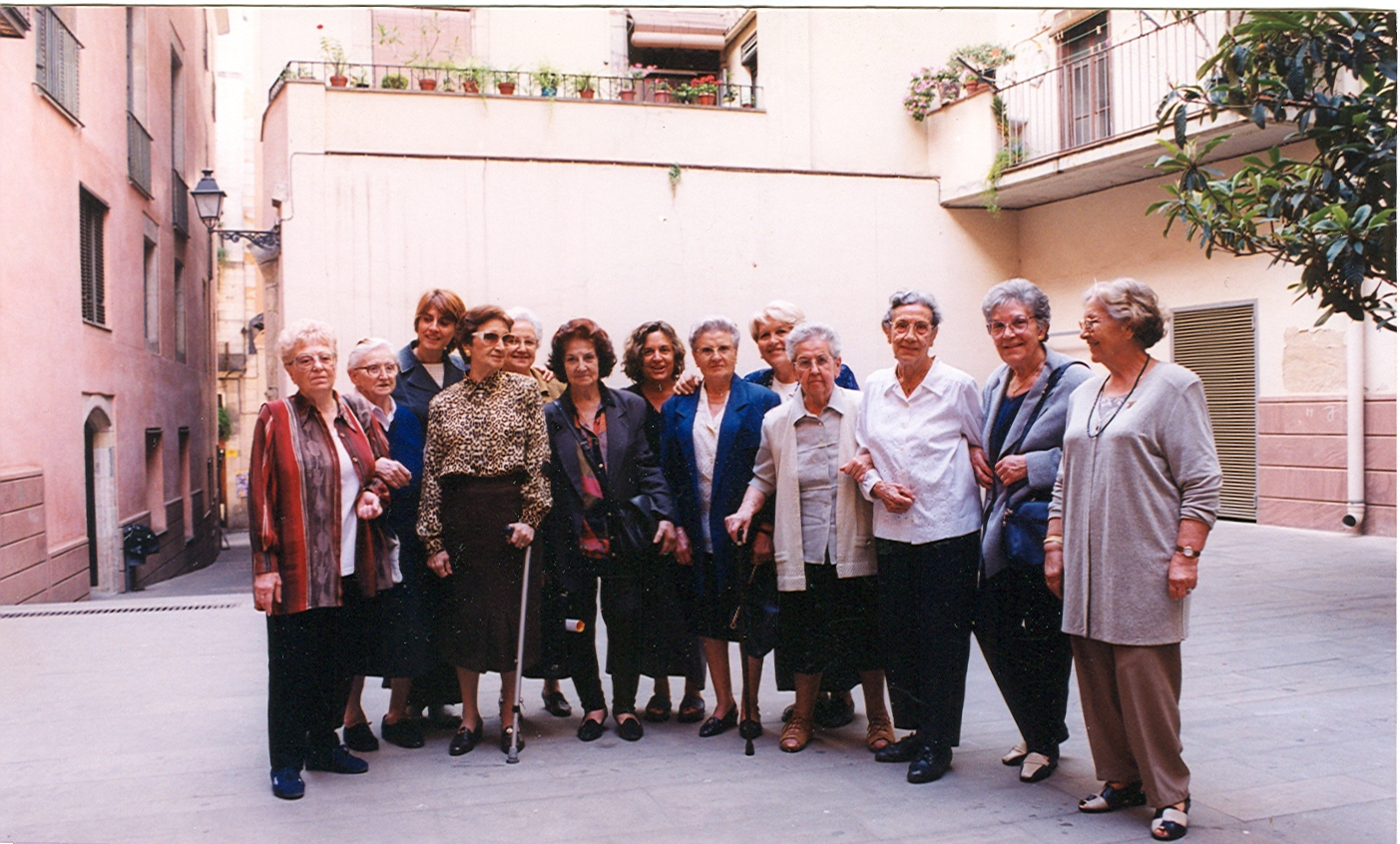
Las mujeres del 36

En 1997, Pilar Santiago junto a un grupo de mujeres mayores de 80 años, constituyeron la asociación “Mujeres del 36” con el fin de recordar a las nuevas generaciones que los avances políticos y sociales de los que hoy disfruta la mujer datan de una lucha que se hace patente en 1931 con el advenimiento de la República. Y asimismo, para intentar que la historia no caiga en el olvido. Durante los diez años que duró la asociación, llevaron a cabo 179 charlas en institutos, 35 en universidades, 185 entrevistas personales, además de intervenciones en programas de radio, documentales etc.
La asociación se disolvió en el año 2006 dada la edad de las asociadas.

### El fondo oral
El testimonio oral de Pilar Santiago fue recogido, junto con el de ocho mujeres más, por la historiadora Mercedes Vilanova y la antropóloga Mercedes Fernández Martorell. El material fue donado, en 1997, al Archivo Histórico de la Ciudad de Barcelona y, desde entonces, es una de las colecciones que se conservan y puede ser consultadas en la sección Fondo oral, concretamente es la colección Fondo oral Mujeres del 36.